# Животът е кратък, изкуството вечно
„Животът е кратък, изкуството е вечно“ (на латински: Ars longa, vita brevis) е крилата фраза на Хипократ, която често се цитира на латински.
Изразът се цитира в началото на Фауст на Гьоте, от което произведение произлиза друга крилата фраза – О, миг, поспри, ти си тъй прекрасен.
|  | Тази страница частично или изцяло представлява превод на страницата „Жизнь коротка, искусство долговечно“ в Уикипедия на руски. Оригиналният текст, както и този превод, са защитени от Лиценза „Криейтив Комънс – Признание – Споделяне на споделеното“, а за съдържание, създадено преди юни 2009 година – от Лиценза за свободна документация на ГНУ. Прегледайте историята на редакциите на оригиналната страница, както и на преводната страница, за да видите списъка на съавторите. ВАЖНО: Този шаблон се отнася единствено до авторските права върху съдържанието на статията. Добавянето му не отменя изискването да се посочват конкретни източници на твърденията, които да бъдат благонадеждни. |